# Sobre-exploração

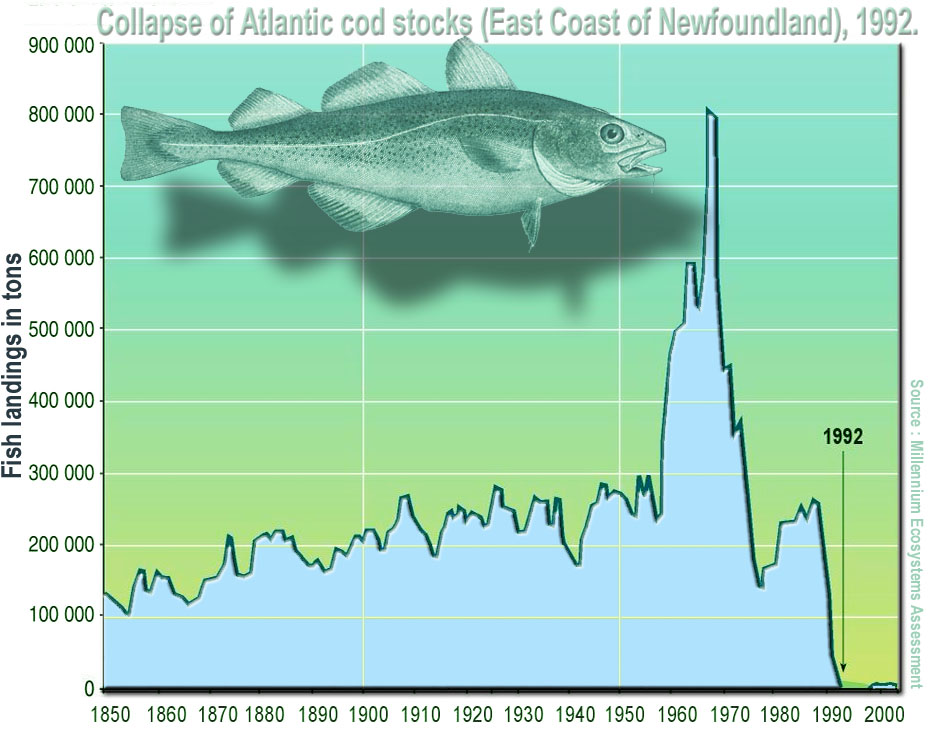
O bacalhau foi severamente sobre-explorado nas décadas de 1970 e 1980, o que levou ao colapso das suas populações em 1992.

Sobre-exploração (também grafado sobrexploração) é um conceito utilizado em ecologia e economia para designar a utilização de um recurso renovável para além do seu limiar de sustentabilidade, ou seja com uma intensidade tal que não é possível a sua recuperação natural. A sobre-exploração persistente pode levar à destruição do recurso. O termo é indistintamente aplicado a qualquer recurso natural, incluindo aquíferos, florestas, pastagens ou quaisquer populações vegetais ou animais objecto de exploração por humanos ou outra espécie animal. Nos casos específicos da caça e da pesca é frequente utilizarem-se, na mesma acepção, os termos «sobrecaça» e «sobrepesca» (ou «pesca predatória»). No caso das pastagens, ou qualquer outra formação vegetal sujeita a herbivoria, é comum usar-se o termo sobrepastoreio.